# Szakli
Szakli (arab. ‏شكلي‎, Šaklī; fr. Chekli; Chikly) – niewielka tunezyjska wyspa w północnej części Jeziora Tuniskiego, o powierzchni 0,03 km². Obecnie bezludna.
Na wyspie znajduje się fort Santiago de Chikly, dawna cytadela rzymska przebudowana w latach 1546–1550 przez hiszpańskiego gubernatora Luysa Peresa Vargę. Fort został opuszczony w 1830 roku i popadł w ruinę.